# Bank Band
Bank Band (バンク バンド) é uma banda japonesa formada por Kazutoshi Sakurai e Takeshi Kobayashi.

## Membros
- Kazutoshi Sakurai (樱井和寿) (vocal, guitarra)
- Takeshi Kobayashi (小林武史) (Teclados)

## Outros membros
- Yamaki Hideo (山木秀夫) (Bateria)
- Kawamura Noriyasu (河村智康) (Bateria)
- Mikuzuki Chiharu (美久月千晴) (Bass)
- Seiji Kameda (亀田诚治) (baixo)
- TOKIE (Bass)
- Furukawa Masayoshi (古川昌义) (Guitarra)
- Hirokazu Ogura (小仓博和) (Guitarra)
- Hiroshi Takano (高野寛) (Guitarra)
- Takuo Yamamoto (山本拓夫) (saxofone, flauta)
- Nishimura Koji (西村浩二) (trompete)
- Fujii Tamao (藤井珠绪) (Percussão)
- Udai Shika (四家卯大) (Cello)
- Oki Shoko (冲祥子) (Violino)
- Kikuchi Mikiyo (菊地干代) (Violino)
- Tajima Akiko (田岛朗子) (Violino)
- Ise Mikiko (伊势三木子) (Violino)
- Nishimori Noriko (西森记子) (Violino)
- Momoko Ishii (イシイモモコ) (Refrão)
- Tosaka Ryota (登坂亮太) (Refrão)

## Discografia

### Álbuns
- 2004-Soushi Souai (沿志奏逢)
- 2008-Soushi Souai 2 (沿志奏逢2)
- 2010-Soushi Souai 3 (沿志奏逢3)

### Singles
- 2005-Umarekuru kodomotachi não Tame ni (生まれくる子供たちのために)
- 2007-Harumatsu Ibuki (はるまついぶき)
- 2009-Souai Band Bank Theme ~ ~ no (奏逢~ Bank Bandのテーマ~)